# Cerkev sv. Jurija, Sela pri Višnji Gori
Cerkev sv. Jurija je podružnična cerkev Župnije Višnja Gora, ki stoji na severovzhodno od vasi Sela pri Višnji Gori na planoti med Leskovcem in Stično.

## Opis
Poznogotska cerkev na Selih se datira v drugo polovico 15. stoletja. Istega časa naj bi nastala tudi freska sv. Krištofa na južni strani prezbiterija. Freske pa se nahajajo tudi pod ometom prezbiterija. Večino kakovostne opreme je cerkev dobila v 17. stoletju. Posebno kvalitetno delo je poznogotski kip Matere Božje z Jezuščkom, ki stoji v vdolbini glavnega oltarja.